# Cmentarz żydowski w Połańcu
Cmentarz żydowski w Połańcu – kirkut mieścił się przy obecnej ul. Partyzantów. Powstał w XVIII wieku. W czasie II wojny światowej został zniszczony przez Niemców. Nie zachowały się na nim żadne macewy. Miał powierzchnię 1 ha.